# Герасим Браницки
Герасим е български православен духовник, титулярен браницки епископ на Българската православна църква.

## Биография
Роден е на 18 август 1914 година в село Иваново, Преславско, със светското име Господин Янакиев Боев. През 1915 г. семейството му се преселва в село Макак, където той получава и първоначалното си образование. Първи и втори прогимназиален клас учи в село Дивдядово, а трети в град Шумен. През есента на 1930 година е приет за ученик в Софийската духовна семинария, курсът на която завършва през 1936 година. През лятото на същата година постъпва като послушник в Рилския манастир, където на 14 ноември 1936 г. е постриган в монашество с името Герасим от митрополит Стефан Софийски под духовното старчество на епископ Кирил Стобийски. На следващия ден, 15 ноември, в храма на Софийската духовна семинария „Свети Йоан Рилски“ е ръкоположен в йеродяконски чин от Кирил Стобийски.
От септември 1936 г. е студент в Богословския факултет на Софийския университет „Св. Климент Охридски“, който завършва през 1940 г. През 1940/1941 г. йеродякон Герасим е учител-възпитател в Пловдивската духовна семинария. Там на 21 септември 1941 г. в семинарския храм „Св. св. Кирил и Методий“ е ръкоположен за йеромонах от тогавашния ректор епископ Никодим Стобийски..
От края на 1941 г. до 1942 г. йеромонах Герасим е на богословска специализация в Старокатолическия богословски факултет в Берн, Швейцария. След завръщането си в България, отново е учител-възпитател в Пловдивската духовна семинария. На 26 юни 1949 година в столичния катедрален храм „Света Неделя“ е възведен в архимандритско достойнство от митрополит Кирил Пловдивски. От юли 1949 г. до началото на 1950 г. служи и като ефимерий в семинарския храм. От 10 февруари 1950 г. архимандрит Герасим е игумен на Бачковската света обител, какъвто остава до края на юли 1951 г. За кратко през месеците август и септември на същата година е игумен на Преображенския манастир. От септември 1951 г. е назначен за учител-възпитател и ефимернй при Софийската духовна семинария, които длъжности изпълнява до края на август 1968 г. От 15 септември 1968 г. до есента на 1971 г. повторно е игумен на Бачковския манастир..
На 17 ноември 1968 г. в патриаршеската катедрала „Свети Александър Невски“ е ръкоположен в епископски сан с титлата браницки. От началото на учебната 1971/1972 г. епископ Герасим Браницки е ректор на Софийската духовна семинария, който пост заема до края на учебната 1985/1986 г. За атмосферата, в която израстват семинаристите по това време, достатъчно красноречиво е споделеното от Браницки епископ Герасим:
| „ | Милост велика Бог ми даде, като ме постави учител (Еф. 4:11) в духовните ни училища в продължение на четиридесет години. Скъп дар от Бога ми е всеки мой ученик, а най-вече духовните ми синове. Чистосърдечно често им казвам: няма по-скъпо нещо от духовното чедо! За мене духовните чеда, родени и съгрявани с отеческа обич в име Христово, като Божи дар са скъпо съкровище. При него постоянно е сърцето ми от събуждане сутрин до заспиване вечер, защото казано е: „дето е съкровището ви, там ще бъде и сърцето ви“ (Мат. 6:21). | “ |

От края на 1986 година живее на покой в Сливенската митрополия. Почива на 25 май 1995 година в Сливен. Погребан е до сливенския храм „Успение Богородично“.